# Jevrejska istorija
Jevrejska istorija je istorija Jevreja, njihove religije i kulture, onako kako se razvijala i komunicirala sa drugim narodima, religijama i kulturama. Iako se judaizam kao religija prvi put pojavljuje u grčkim spisima tokom helenističkog perioda (323. - 31. p. n. e.), a najranije pominjanje Izraela upisano je na steli Merneptaha iz 1213–1203. p. n. e., pominjanja Izraelaca u verskoj literaturi sežu unazad do oko 1500. p. n. e.. Jevrejska dijaspora je započela sa asirskim zatočeništvom i nastavila u mnogo većem obimu sa vavilonskim ropstvom. Jevreji su takođe bili rašireni širom Rimskog carstva, a to se nastavilo u manjoj meri i tokom perioda vizantijske vladavine u srednjem i istočnom Mediteranu. Vizantijsko carstvo je 638. godine izgubilo kontrolu nad Levantom. Arapsko Islamsko carstvo pod kalifom Omarom osvojilo je Jerusalim i zemlje Mesopotamije, Sirije, Palestine i Egipta. Zlatno doba jevrejske kulture u Španiji poklopilo se sa srednjim vekom u Evropi, periodom muslimanske vladavine na većem delu Iberijskog poluostrva. Tokom tog vremena, Jevreji su bili opšteprihvaćeni u društvu i cvetao je jevrejski verski, kulturni i ekonomski život.
Tokom klasičnog otomanskog perioda (1300-1600), Jevreji su zajedno sa većinom ostalih zajednica carstva, uživali određeni nivo prosperiteta. U 17. veku, u Zapadnoj Evropi su postojale mnoge znatne jevrejske populacije. Tokom perioda evropske renesanse i prosvetiteljstva, u jevrejskoj zajednici su se odvile značajne promene. Jevreji su počeli u 18. veku da vode kampanju za emancipaciju od restriktivnih zakona i integraciju u šire evropsko društvo. Tokom 1870-ih i 1880-ih, jevrejsko stanovništvo u Evropi počelo je aktivnije da raspravlja o emigraciji u Izrael i ponovnom uspostavljanju jevrejske nacije u njenoj nacionalnoj domovini. Cionistički pokret je zvanično osnovan 1897. godine. U međuvremenu, Jevreji Evrope i Sjedinjenih Država sticali su renome u oblastima nauke, kulture i ekonomije. Među onima koji se generalno smatraju najpoznatijim su naučnik Albert Ajnštajn i filozof Ludvig Vitgenštajn. Mnogi dobitnici Nobelove nagrade u to vreme bili su Jevreji, kao što je to još uvek slučaj.
Godine 1933, usponom na vlast Adolfa Hitlera i nacista u Nemačkoj, jevrejska situacija je postajala sve teža. Ekonomske krize, rasni antisemitski zakoni i strah od predstojećeg rata naveli su mnoge Jevreje da pobegnu iz Evrope u Palestinu, u Sjedinjene Države i u Sovjetski Savez. Godine 1939. počeo je Drugi svetski rat i do 1941. Hitler je okupirao skoro celu Evropu, uključujući Poljsku u kojoj su u to vreme živeli milioni Jevreja, i Francusku. Godine 1941, nakon invazije na Sovjetski Savez, započeto je Konačno rešenje, opsežna organizovana operacija neviđenih razmera, koja je imala za cilj uništenje jevrejskog naroda, a rezultirala je progonom i ubistvima Jevreja u Evropi, uključujući evropsku Severnu Afriku (pronacistička Viči-Severna Afrika i italijanska Libija). Ovaj genocid, u kome je metodično istrebljeno oko šest miliona Jevreja, poznat je pod nazivom Holokaust ili Šoa (hebrejski termin). U Poljskoj je tri miliona Jevreja ubijeno u gasnim komorama u svim koncentracionim logorima kombinovano, a milion samo u kompleksu logora Aušvic.
Godine 1945, jevrejske organizacije otpora u Palestini ujedinile su se i osnovale Jevrejski pokret otpora, koji je napao britanske vlasti. Dejvid Ben-Gurion je proglasio 14. maja 1948. osnivanje Jevrejske države u Erecu Izrael poznate kao Država Izrael. Neposredno nakon toga napale su novu državu susedne arapske države, ali se novoformirani IDF odupro. Godine 1949. rat je okončan i država Izrael je počela da se razvija i da apsorbuje ogromne talase stotina hiljada Jevreja iz celog sveta. Danas (2019) Izrael je parlamentarna demokratija sa preko 9 miliona ljudi, od kojih je oko 7 miliona Jevreja. Najveće jevrejske zajednice su u Izraelu i Sjedinjenim Državama, a postoje i znatne zajednice su u Francuskoj, Argentini, Rusiji, Velikoj Britaniji, Australiji, Kanadi i Nemačkoj.

## Vremenski periodi u Jevrejskoj istoriji
Istorija Jevreja i judaizma se može podeliti u pet perioda:
(1) drevni Izrael pre judaizma, od početaka do 586. p. n. e.;
(2) počeci judaizma u 6. i 5. veku p. n. e.;
(3) formiranje rabinskog judaizma nakon uništenja Drugog hrama 70. godine;
(4) doba rabinskog judaizma, od nastanka hrišćanstva do vremena političke moći pod carom Konstantinom Velikim 312. godine do kraja političke hegemonije hrišćanstva u 18. veku; i
(5), doba raznolikih judaizama, od Francuske i Američke revolucije do sadašnjosti.

## Literatura
- Allegro, John (2015). The chosen people: A study of Jewish history from the time of the exile until the revolt of Bar Kocheba. Andrews UK.
- Alpher, Joseph (1986). Encyclopedia of Jewish history: events and eras of the Jewish people.
- Cohn-Sherbok, Dan (2013). Atlas of Jewish history. Routledge.
- Friesel, Evyatar (1990). Atlas of modern Jewish history.
- Gilbert, Martin (1993). Atlas of Jewish History.
- Kobrin, Rebecca and Adam Teller, (ур.). Purchasing Power: The Economics of Modern Jewish History. University of Pennsylvania Press. стр. ,.(2015. viii, 355Essays by scholars focused on Europe.
- Neusner, Jacob (1992). A Short History of Judaism. Fortress Press.
- Sachar, Howard M (2013). The course of modern Jewish history (2nd изд.).. online free to borrow
- Schloss, Chaim (2002). 2000 Years of Jewish History.. Heavily illustrated popular history.
- Scheindlin, Raymond P (1998). A short history of the Jewish people from legendary times to modern statehood.
- Finkelstein, Israel; Nadav Naaman (1994). From Nomadism to Monarchy: Archaeological and Historical Aspects of Early Israel. Israel Exploration Society. ISBN 978-1-880317-20-4.
- Shaw, Ian; Robert Jameson.  Ian Shaw, ур. A Dictionary of Archaeology (New изд.). Wiley Blackwell. ISBN 978-0-631-23583-5.
- Killebrew, Ann E. (2005). Biblical Peoples and Ethnicity: An Archeological Study of Egyptians, Canaanites, Philistines, and Early Israel, 1300–1100 B.C.E. Atlanta: Society of Biblical Literature. ISBN 978-1-58983-097-4. Приступљено 12. 8. 2012.

### Francuska
- Benbassa, Esther (2001). The Jews of France: A History from Antiquity to the Present. ISBN 0691090149.
- Birnbaum, Pierre, and Jane Todd (1996). The Jews of the Republic: A Political History of State Jews in France from Gambetta to Vichy.
- Birnbaum, Pierre; Kochan, Miriam (1992). Anti-Semitism in France: A Political History from Léon Blum to the Present.. 317p.
- Cahm, Eric (2014). The Dreyfus affair in French society and politics. Routledge.
- Debré, Simon (1891). „The Jews of France.”. Jewish Quarterly Review. 3 (3): 367—435.. long scholarly description. online free
- Graetz, Michael, and Jane Todd (1996). The Jews in Nineteenth-Century France: From the French Revolution to the Alliance Israelite Universelle.
- Hyman, Paula E (1998). The Jews of Modern France. ISBN 0520209257.
- Hyman, Paula (1979). From Dreyfus to Vichy: The Remaking of French Jewry, 1906–1939. Columbia UP.
- Schechter, Ronald (2003). Obstinate Hebrews: Representations of Jews in France, 1715–1815. University of California Press.
- Taitz, Emily (1994). The Jews of Medieval France: The Community of Champagne.

### Rusija i Istočna Evropa
- Gitelman, Zvi (2001). A Century of Ambivalence: The Jews of Russia and the Soviet Union, 1881 to the Present.
- Klier, John, and Shlomo Lambroza (1992). Pogroms: anti-Jewish violence in modern Russian history.
- Polonsky, Antony (2013). The Jews in Poland and Russia: A Short History.
- Weiner, Miriam; Polish State Archives (in cooperation with) (1997). Jewish Roots in Poland: Pages from the Past and Archival Inventories. Secaucus, NJ: Miriam Weiner Routes to Roots Foundation. ISBN 978-0-96-565080-9. OCLC 38756480.
- Weiner, Miriam; Ukrainian State Archives (in cooperation with); Moldovan National Archives (in cooperation with) (1999). Jewish Roots in Ukraine and Moldova: Pages from the Past and Archival Inventories. Secaucus, NJ: Miriam Weiner Routes to Roots Foundation. ISBN 978-0-96-565081-6. OCLC 607423469.

### Sjedinjene Države
- Fischel, Jack, and Sanford Pinsker,, ур. (1992). Jewish-American history and culture : an encyclopedia.

## Spoljašnje veze
- The Jewish History Resource Center. Project of the Dinur Center for Research in Jewish History, The Hebrew University of Jerusalem.
- „The State of Israel”. Архивирано из оригинала 01. 08. 2014. г. Приступљено 23. 10. 2019. The Jewish History Resource Center, Project of the Dinur Center for Research in Jewish History, The Hebrew University of Jerusalem
- Jewish Virtual Library. Extremely comprehensive
- „Jewish History and Culture Encyclopaedia”. Архивирано из оригинала 24. 12. 2008. г. Приступљено 23. 10. 2019. Official Site of the 22-volume Encyclopaedia Judaica
- „Internet Jewish History Sourcebook”. Архивирано из оригинала 26. 10. 2014. г. Приступљено 23. 10. 2019. offering homework help and online texts
- Israelite Religion to Judaism: the Evolution of the Religion of Israel.
- Greek Influence on Judaism from the Hellenistic Period Through the Middle Ages c. 300 BCE–1200 CE.
- Jewish Sects of the Second Temple Period.
- The Origin and Nature of the Samaritans and their Relationship to Second Temple Jewish Sects.
- Jewish History Tables.
- Articles on Australian Jewish history.
- Articles on British Jewish history.
- Barnavi, Eli., ур. (1992). A Historical Atlas of the Jewish People. New York: Alfred A. Knopf , Inc. ISBN 978-0-679-40332-6.. 1992.
- Crash Course in Jewish History
- Jewish History chabad.org
- Jewish families in Csicsó – Cicov (Slovakia) until the Holocaust
- „"Under the Influence: Hellenism in Ancient Jewish Life"”. Архивирано из оригинала 29. 02. 2012. г. Приступљено 23. 10. 2019. Biblical Archaeology Society
- Summary of Jewish History by Berel Wein
- "The Jews of Wyoming: Fringe of the Diaspora"  978-0-9676357-0-5 by Penny Wolin, 2000
- Ancient Hebrew history
- Videos of Jewish History Lectures by Dr. Henry Abramson of Touro College South